# Будьте моїм чоловіком
«Будьте моїм чоловіком» (рос. «Будьте моим мужем») — російська радянська лірична кінокомедія, вийшла на екрани 1982 року.

## Сюжет
Дитячий лікар Віктор (Андрій Миронов) вперше за п'ять років опинився на морі. У розпал курортного сезону готелі переповнені і житло знайти нелегко, тому відпочивальники змушені шукати способи отримати дах над головою. Наташа (Олена Проклова), яка відпочиває з сином, знайшла квартиру для себе, щоб оселитись з сином вона просить Віктора видати себе за її чоловіка, який ніби-то приїхав слід за нею з дитиною. Віктор погоджується на цю пропозицію, ледь не позбавляється паспорта і залишається без штанів…

## У ролях
- Андрій Миронов — Віктор
- Олена Проклова — Наташа
- Філіп Адамович — Ілля
- Ніна Русланова — Альбіна Петрівна
- Леонард Саркісов — Ахіллес
- Баадур Цуладзе — міліціонер
- Георгій Штиль — курортник
- Ганна Варпаховська — курортниця-сусідка
- Мамука Херхеулідзе — носильник
- Володимир Басов — пляжник
- Наталія Крачковська — курортниця-театралка
- Валентина Воілкова — курортниця
- Антон Табаков — курортник-дикун
- Олег Анофрієв — курортник-ветеринар
- Михайло Свєтін — курортник з болонкою
- Микола Гринько — курортник
- Семен Фарада — відвідувач ресторану